# هنویرو
هنویرو (به لاتین: Henveiru) یک منطقهٔ مسکونی در مالدیو است که در ماله (مالدیو) واقع شده‌است.